# الیزابت مک‌کراکن
الیزابت مک‌کراکن (انگلیسی: Elizabeth McCracken؛ زادهٔ ۱۹۶۶ (۵۸–۵۹ سال)) یک پدیدآور، و رمان‌نویس اهل ایالات متحده آمریکا است. وی در سال ۲۰۱۵ برنده جایزه ۲۰ هزار دلاری داستان آمریکایی برای داستان کوتاه شد.
وی همچنین برنده جوایزی همچون کمک هزینه گوگنهایم شده‌است.

## زندگی
الیزابت مک‌کراکن در سال ۱۹۶۶ در بوستون، ماساچوست به دنیا آمد. وی دانش‌آموخته رشته زبان انگلیسی از دانشگاه بوستون، رشته هنرهای زیبا از دانشگاه آیووا و رشته علوم کتابداری و اطلاع‌رسانی از دانشگاه درکسل است. او با ادوارد کری رمان‌نویس بریتانیایی ازدواج کرده و دارای ۱ فرزند دختر و ۱ پسر است.